# Elijah Craig

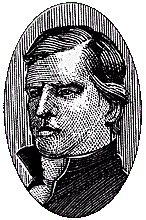
Elijah Craig

Elijah Craig (* 1743 in Orange County, Colony of Virginia; † 1808) war ein baptistischer Pastor und Prediger im Scott County, Kentucky. Craig war ein Erfinder, der in den Frühzeiten der Besiedlung Kentuckys viele technische Geräte in seiner Region einführte. Craig gründete die erste Schule mit klassischem Lehrplan in Kentucky, die später ein Teil des Georgetown Colleges wurde. Der Legende nach soll er die Stadt Georgetown in Kentucky gegründet haben und auch der Erfinder des Bourbon Whiskeys sein.

## Erfinder
Craig zog 1786 von Virginia nach Kentucky. Er folgte Larry Craig nach. Larry war wie Elijah ein Baptistenprediger. Während der Baptismus in dieser Zeit in Virginia offiziell zugelassen war, unterlag seine praktische Ausübung aber noch zahlreichen Widerständen durch die Anglikanische Kirche, die die Politik Virginias dominierte. So wurde Elijah Craig beispielsweise zweimal ins Gefängnis gesperrt, weil er entgegen den herrschenden Gesetzen gepredigt hatte. Larry Craig zog mit seiner Gemeinde, der sogenannten Travelling church, über die Berge in das noch unerschlossene Kentucky und etablierte dort abseits der Zivilisation eine neue Gemeinde. Elijah folgte ihm ein Jahr später und entwickelte in Kentucky außerordentlichen Tatendrang. Er war fünf Jahre lang Pastor der Gemeinde, bis er aufgrund eines Streits zeitweilig aus der Gemeinde ausgeschlossen wurde. Er wurde später aber wieder aufgenommen.
Zeitgenossen behaupteten, Craig habe die erste Walkmühle, die erste Papiermühle und die erste Seilerei gegründet.

## Bourbon

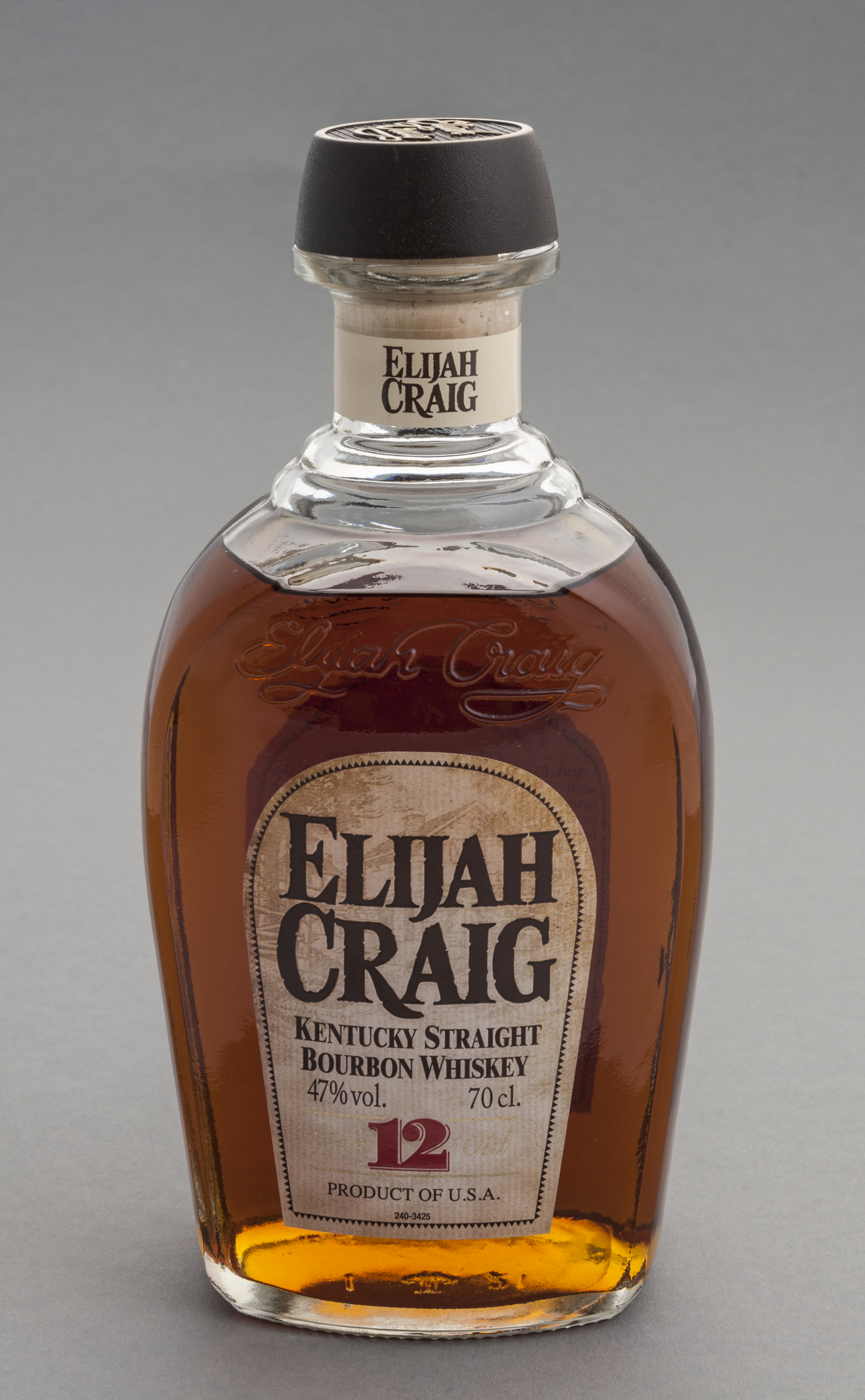
Eine Flasche Elijah Craig 12

Craig soll der Erste gewesen sein, der in Kentucky Whiskey gebrannt hat, und damit der Erfinder des Bourbon Whiskeys. Für diese Behauptung lassen sich allerdings keinerlei zeitgenössische Quellen finden. Es gibt nicht einmal einen klaren Beweis dafür, dass er überhaupt Alkohol brannte, auch dafür existieren die ersten Quellen erst Jahrzehnte nach seinem Ableben. Erste Erwähnung von Craig als erstem Bourbon-Brenner steht in der 1874 erschienenen History of Kentucky von Richard Collins unter der Überschrift Kentucky Firsts. Dort wird in einem Ein-Satz-Statement der erste Bourbon Craigs Brennerei zugeschrieben, ohne weiter darauf einzugehen oder anzugeben, woher das Statement stammt. Dagegen sind mittlerweile Belege dafür bekannt, dass Whiskey-Produktion in Kentucky stattfand, bevor Craig dorthin zog. Die Legende von Craig als Erfinder des Bourbons kam erst Ende des 19. Jahrhunderts auf, als die Abstinenzbewegung in den Vereinigten Staaten an Kraft gewann. Vermutlich sollte ein Prediger als Urvater des Whiskeys die moralischen Argumente der oft religiös motivierten Abstinenzler entkräften.
Nach Craig ist ein Premium-Whiskey der Heaven Hill Distillery benannt. Zu den bekanntesten Abfüllungen gehört Elijah Craig 12, ein zwölf Jahre gelagerter Kentucky Straight Bourbon Whiskey.